# Виноградное (Тернопольская область)
Виноградное (укр. Виноградне) — село в Залещицкой городской общине Чортковского района Тернопольской области Украины.
До 2020 года входило в Залещицкий район.
Код КОАТУУ — 6122084002. Население по переписи 2001 года составляло 657 человек.

## Географическое положение
Село Виноградное находится на левом берегу реки Днестр,
выше по течению на расстоянии в 2 км расположено село Городок,
ниже по течению на расстоянии в 3,5 км расположено село Зозулинцы,
на противоположном берегу — село Василев.

## История
- 1566 год — дата основания как село Костильники.
- В 1966 году переименовано в село Виноградное

## Объекты социальной сферы
- Школа I ст.
- Клуб.

## Достопримечательности
- Братская могила советских воинов.

## Известные жители
- Мотрук, Пётр Константинович — Герой Социалистического Труда